# Микієвич Михайло Миколайович
Миха́йло Микола́йович Микіє́вич — доктор юридичних наук, професор, завідувач кафедри європейського права Львівського національного університету імені Івана Франка. Заслужений юрист України. Академік Академії наук вищої школи України.

## Короткий життєпис
Закінчив юридичний факультет Львівського університету з «червоним дипломом».
У 1996 р. захистив кандидатську дисертацію на тему «Міжнародно-правові аспекти співробітництва Європейського Союзу з третіми країнами».
У 2007 р. — докторську дисертацію на тему «Правові засади організації та діяльності Європейського Союзу у сфері зовнішньої політики та безпеки».

## Наукові праці
Автор близько 100 публікацій, головним чином з проблем європейського права.

## Науково-педагогічна діяльність
За керівництвом проф. Микієвича М. М. написано та захищено близько 10 дисертацій зі спеціальності 12.00.11 — «Міжнародне право».